# Ліпибоки
Ліпи́боки —  село в Україні, у Сатанівській селищній територіальній громаді Хмельницького району Хмельницької області. Населення становить 79 осіб.

## Символіка

### Герб
В срібному щиті зелений стовп, обтяжений чотирма срібними квітками липи і супроводжуваний з кожного боку трьома зеленими листками липи в стовп. Щит вписаний в декоративний картуш, унизу якого напис "ЛІПИБОКИ", і увінчаний золотою сільською короною.

### Прапор
Квадратне полотнище розділене вертикально на три рівновеликі смуги – білу, зелену, білу. На білих смугах по три  зелених листки  липи один над другим, на зеленій – три білих квітки липи одна над другою.

### Пояснення символіки
Герб означає легенду про походження назви села вздовж дороги, по обидва боки від якої росли липи. Герб є промовистим.

## Галерея

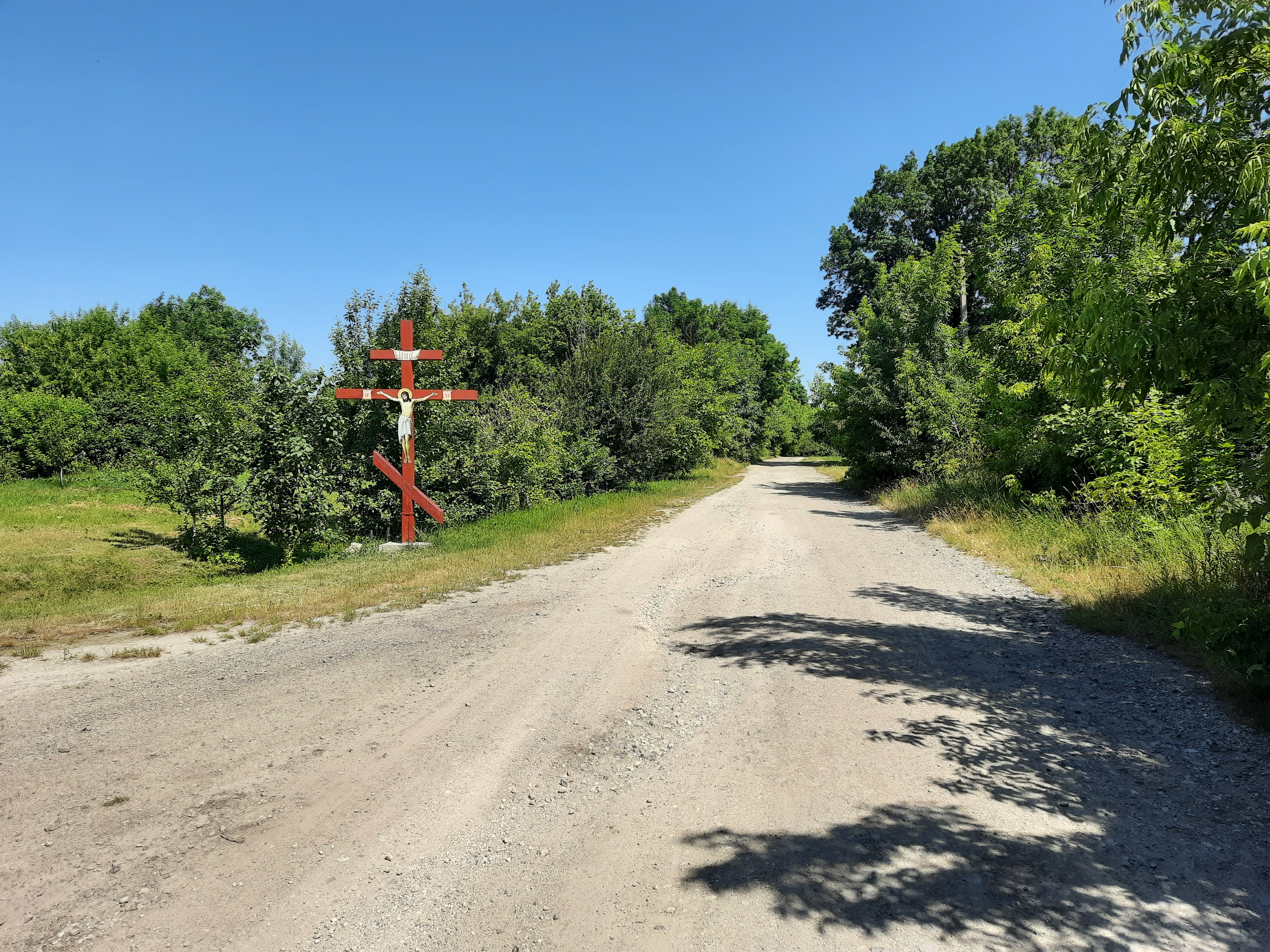
В'їзд у село
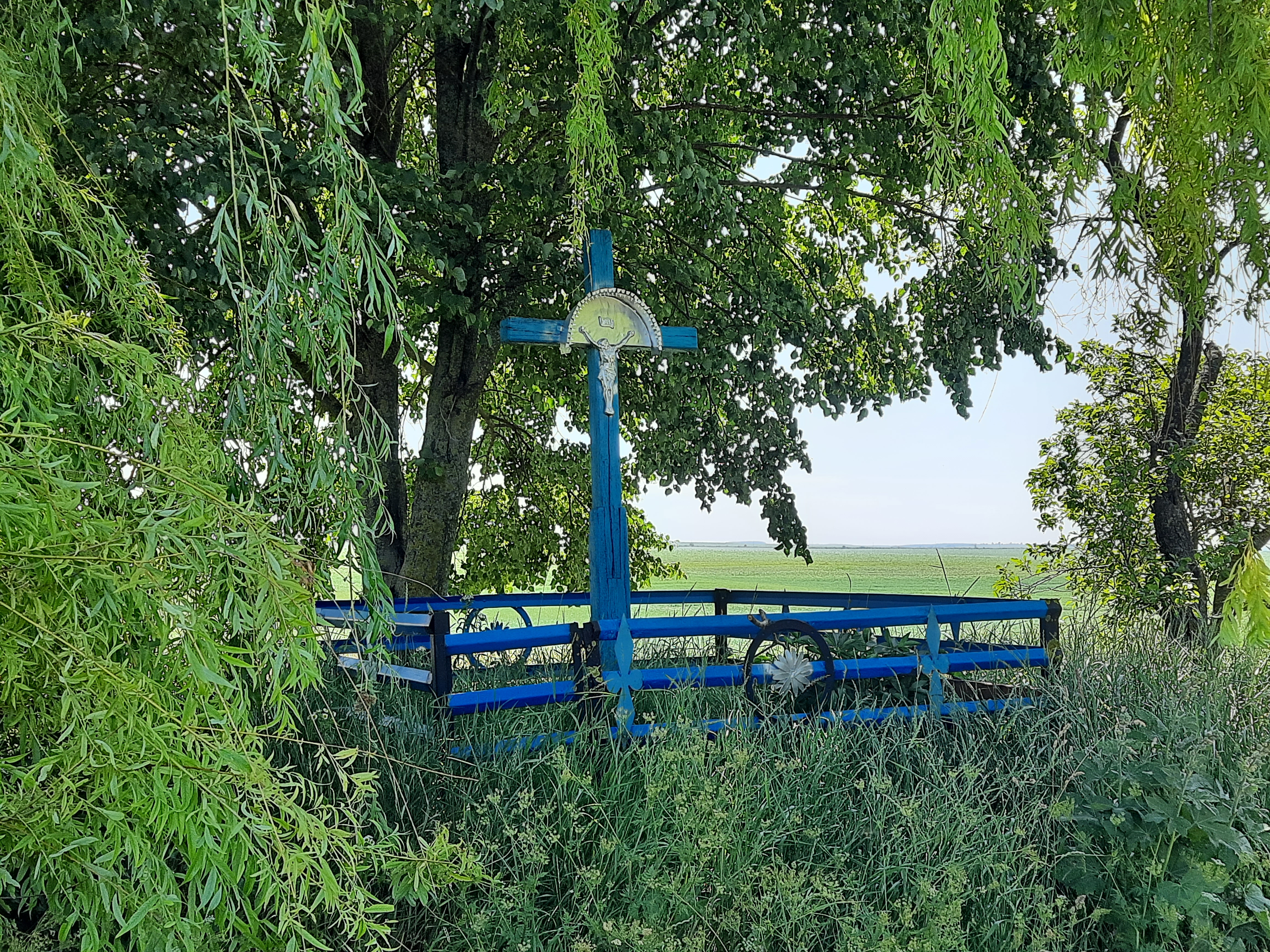
Пам'ятний хрест
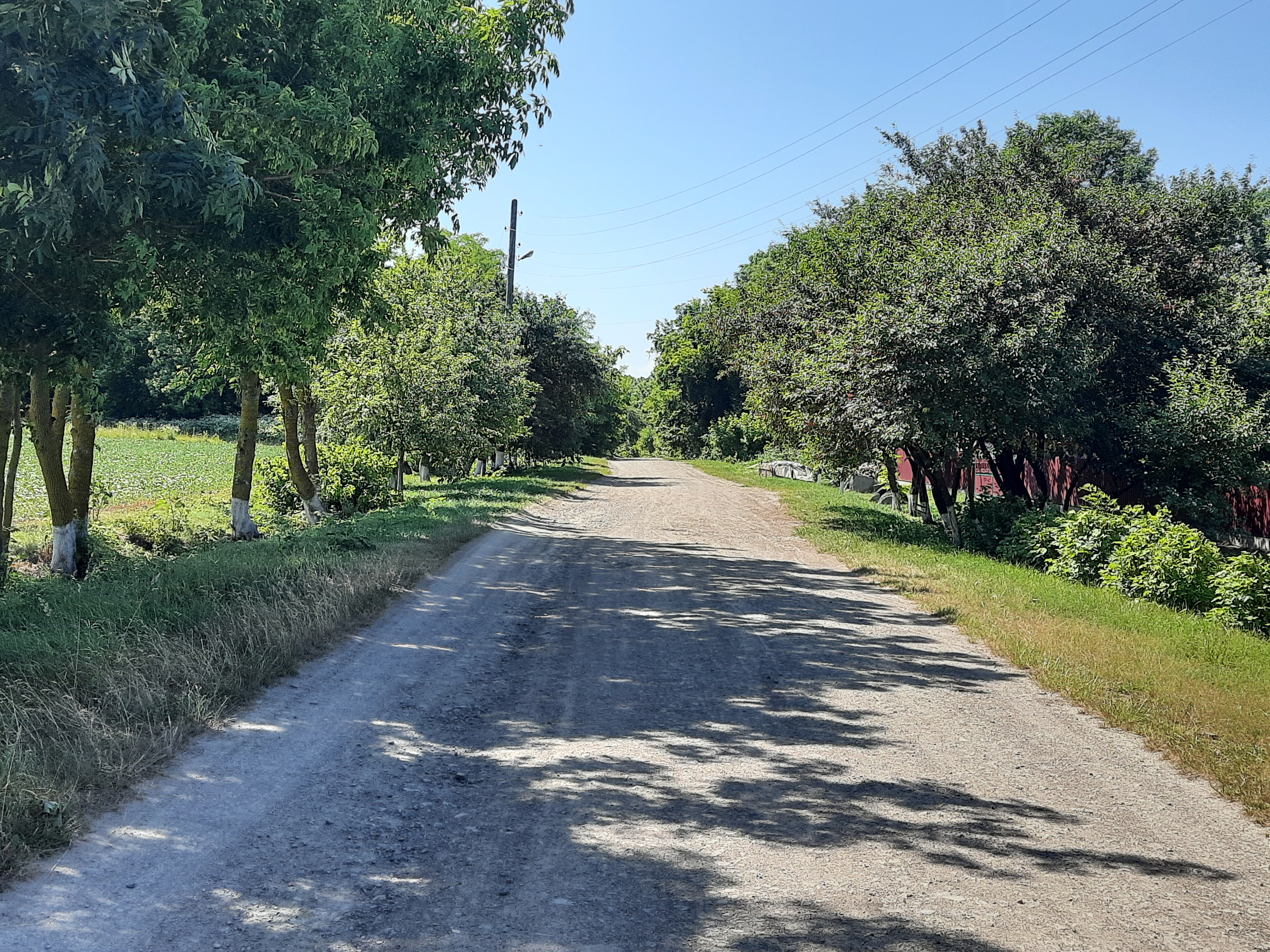
Сільська вулиця
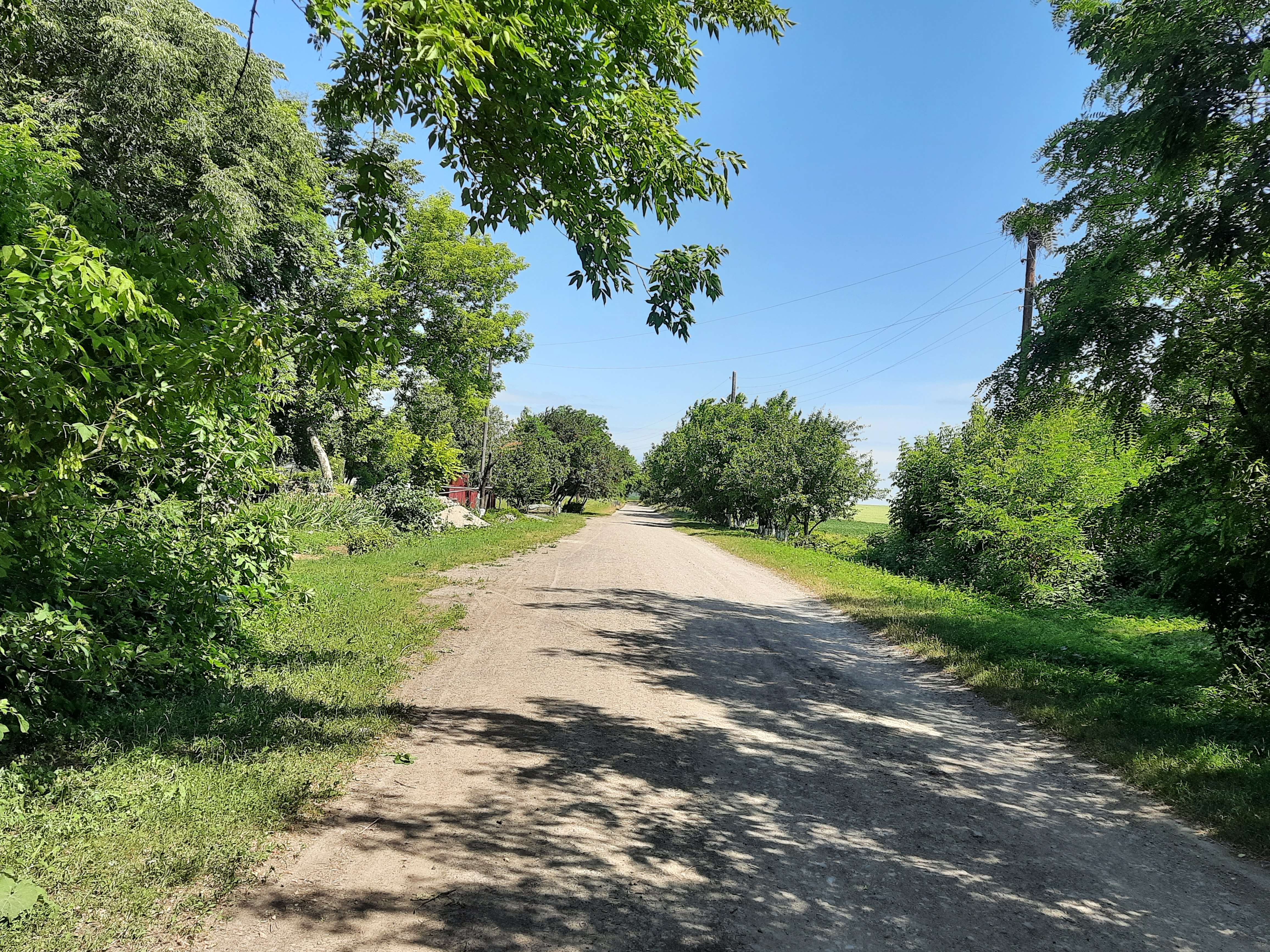
Сільська вулиця
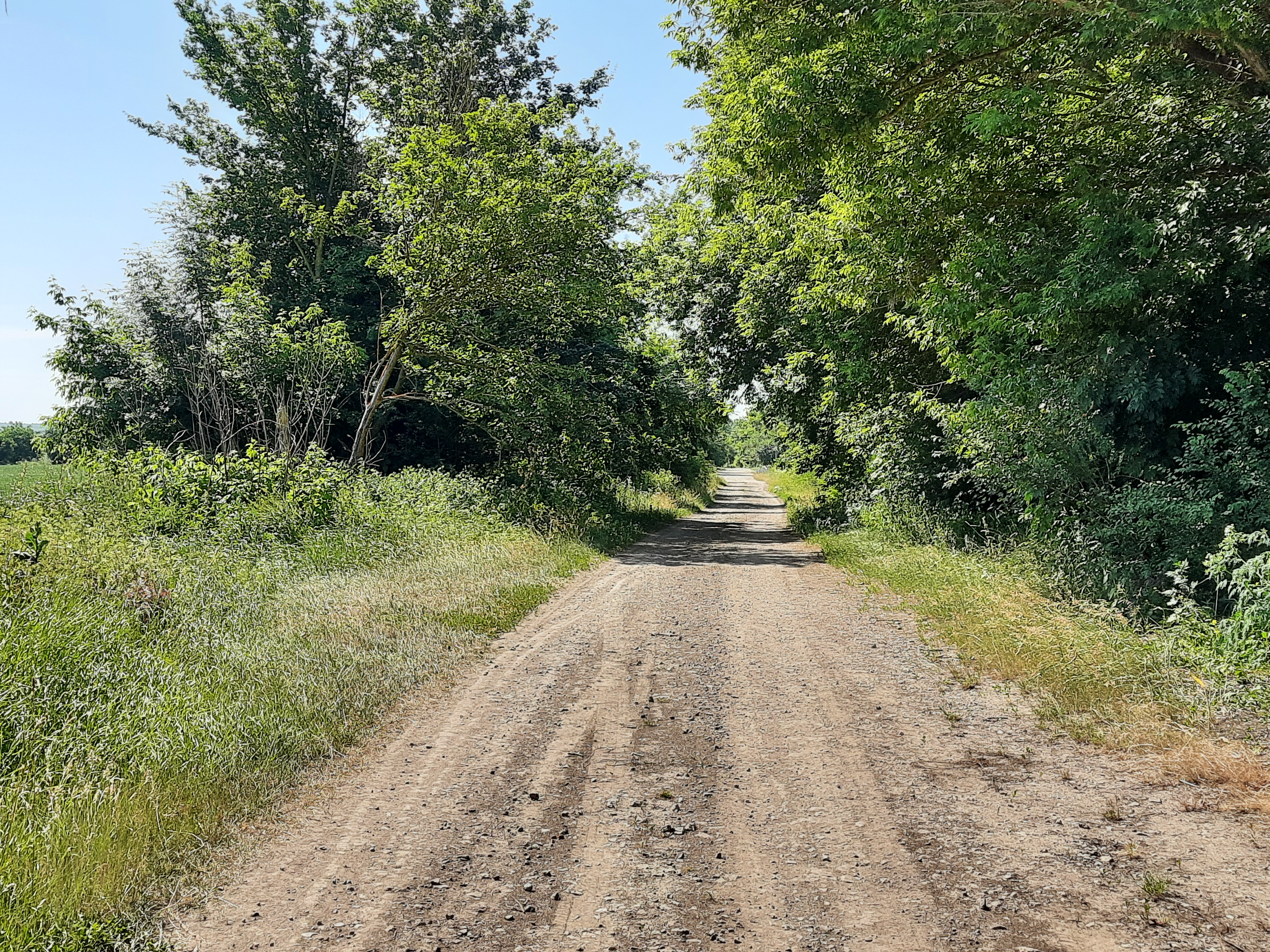
Околиця села
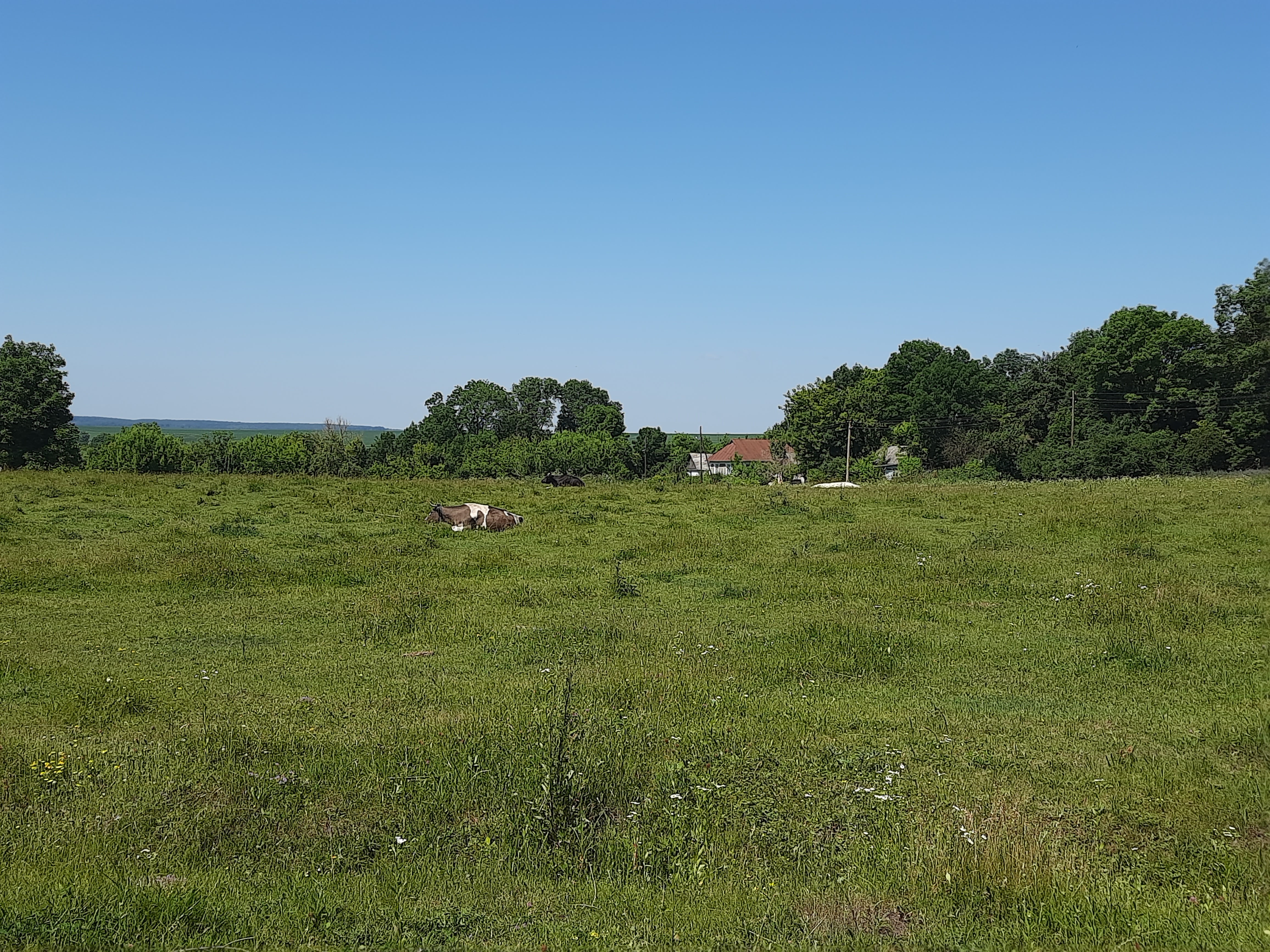
Сільський пейзаж